# Linia kolejowa nr 56
Linia kolejowa nr 56 – dawna linia kolejowa łącząca stacje Płock Radziwie i Płock Radziwie Port. Aktualnie (2020) linia funkcjonuje jako bocznica niebędąca w zarządzie PKP PLK.